# Nadleśnictwo Konin
Nadleśnictwo Konin – jednostka organizacyjna Lasów Państwowych podległa Regionalnej Dyrekcji Lasów Państwowych w Poznaniu, której siedziba znajduje się w Koninie. Leży w całości na terenie województwa wielkopolskiego w powiatach konińskim i słupeckim. Powierzchnia nadleśnictwa wynosi 14 188,94 ha.

## Procentowy udział ważniejszych gatunków panujących w drzewostanach
- Sosna - 75,6%
- Dąb –  9,7%
- Olcha –  6,9%
- Brzoza –  4,8%
- Jesion – 1,0%
- pozostałe – 2,0%